# 朗德罗夫
朗德罗夫（法語：Landroff，法語發音：[lɑ̃dʁɔf]）是法国摩泽尔省的一个市镇，属于福尔巴克-布莱摩泽尔区。

## 地理
朗德罗夫（48°58'2"N, 6°36'41"E）面积7.73 平方千米，位于法国大東部大區摩泽尔省，该省份为法国东北部内陆省份，是洛林的一部分，西南接默尔特-摩泽尔省，东临下莱茵省，北与卢森堡和德国接壤。
与朗德罗夫接壤的市镇（或旧市镇、城区）包括：巴龙维尔、代斯特里、安什维尔、阿尔普里什、瑞士、维莱。
朗德罗夫的时区为UTC+01:00、UTC+02:00（夏令时）。

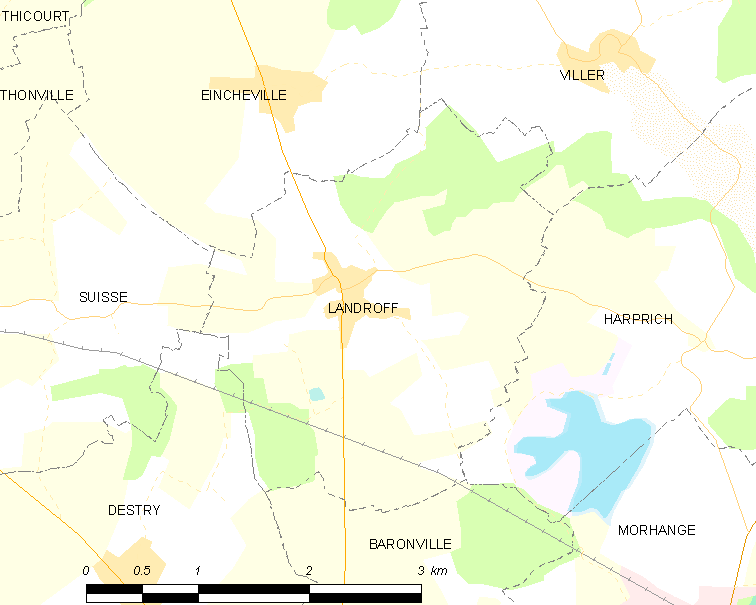
朗德罗夫的OSM定位图

## 行政
朗德罗夫的邮政编码为57340，INSEE市镇编码为57379。

## 政治
朗德罗夫所属的省级选区为萨拉尔布县。

## 人口

1962-2008年间朗德罗夫人口变化图示

朗德罗夫于2022年1月1日时的人口数量为268人。